# Vernoniastrum
Vernoniastrum is een geslacht uit de composietenfamilie (Asteraceae).

## Soorten
- Vernoniastrum aemulans (Vatke) H.Rob.
- Vernoniastrum ambiguum (Kotschy & Peyr.) H.Rob.
- Vernoniastrum camporum (A.Chev.) Isawumi
- Vernoniastrum klingii (O.Hoffm. & Muschl.) Isawumi
- Vernoniastrum latifolium (Steetz) H.Rob.
- Vernoniastrum migeodii (S.Moore) Isawumi
- Vernoniastrum musofense (S.Moore) H.Rob.
- Vernoniastrum nestor (S.Moore) H.Rob.
- Vernoniastrum paraemulans (C.Jeffrey) Isawumi
- Vernoniastrum ugandense (S.Moore) H.Rob.
- Vernoniastrum uncinatum (Oliv. & Hiern) H.Rob.
- Vernoniastrum viatorum (S.Moore) H.Rob.